# Aziakul
Aziakul (ros. Азякуль) – wieś (dieriewnia) w Rosji, w Tatarstanie, w rejonie aktanyskim. W 2010 liczyła 358 mieszkańców.